# Otto Henrik Igelström
Otto Henrik Igelström (ryska: Osip Andrejevitj), född 7 maj 1737, död 18 februari 1817, var en rysk greve, diplomat och general. 
Igelström var son till en livländsk adelsman, lantrådet Gustaf Henrik Igelström, och sonsons sonson till den från Västergötland härstammande Harald Bengtsson, vilken 1645 adlades med namnet Igelström (efter kronohemmanet Iglabo, Ljurs socken, Gäsene härad) och avled 1677 som kammarassistentråd vid livländska generalguvernementet och överste. Hans sonsöner introducerades 1742 som friherrar på livländska riddarhuset.
Igelström gick vid unga år i krigstjänst och vann tidigt utmärkelse. Under furst Nikolaj Repnins befäl lyckades han i Polen genom list bemäktiga sig biskoparna av Krakow och Kiev, greve Rzevuski och andra polska magnater, som satte sig emot Katarina II:s planer. Då Katarinas första krig med Osmanska riket utbröt (1768), deltog Igelström i fälttåget under furst Golitsyns kommando och erövrade efter tio dagars belägring fästningen Akjerman, varvid en mängd krigsförnödenheter föll i segrarens händer. Sedan han därefter tillvunnit sig furst Grigorij Potemkins ynnest, utnämndes han till ståthållare i guvernementen Simbirsk och Ufa. Utan att överge denna befattning, fick han 1790 befälet i kriget mot svenskarna i Finland och erhöll i april samma år i uppdrag att som kejsarinnans fullmäktig med dem inleda fredsunderhandlingar. Gustaf Mauritz Armfelt var den svenske underhandlaren, och 14 (gamla stilen: 3) augusti 1790 underskrevs av dem, i Värälä, de slutliga fredsvillkoren. 
Bland utmärkelser, som med anledning av fredsslutet kom Igelström till del, kan nämnas, att han 1791 utnämndes till ambassadör vid hovet i Stockholm (dit han dock aldrig anlände) och upphöjdes i grevligt stånd.  År 1792 blev han generalguvernör i Pskov, därefter i Kiev, Tjernihiv och Novgorod-Severskij samt utnämndes 1793 till befälhavare över de i Polen stationerade ryska trupperna. År 1794 utbröt den blodiga revolutionen i Warszawa, och det var blott efter de största ansträngningar Igelström lyckades att slå sig igenom de upproriska skarorna. Med undantag av åren 1796–98, då han var krigsguvernör i Orenburg, levde han därefter utan statstjänst. Han efterlämnade åtskilliga skriftliga uppteckningar av värde rörande bland annat fredsförhandlingarna i Värälä.

## Fotnoter
1. 1 2  BBLD - Baltisches biografisches Lexikon digital, läs online, läst: 9 oktober 2017.[källa från Wikidata]